# Christoph Emde
Johann Christoph Emde (* im 18. Jahrhundert; † im 19. Jahrhundert) war ein deutscher Kaufmann, Bürgermeister und waldeckischer Abgeordneter.

## Leben
Emde heiratete Anna Martha Rode (* 4. Februar 1780 in Züschen; † 17. März 1854 ebenda), die Tochter des Valentin Rode (Rhode) und der Sophia geborene Heimerich. Er lebte als Kaufmann in Züschen, wo er von 1812 bis 1814 auch Bürgermeister war. Vom 15. Februar bis Herbst 1814 war er als Landstandes Mitglied des Landtags des Fürstentums Waldeck als Vertreter der Stadt Züschen.